# Agrotis spoderopa
Agrotis spoderopa är en fjärilsart som beskrevs av Edward Meyrick 1899. Agrotis spoderopa ingår i släktet Agrotis och familjen nattflyn. Inga underarter finns listade i Catalogue of Life.